# 八木誠
八木 誠（やぎ まこと、1945年10月3日 - 2011年6月5日）は、日本の音楽評論家、ディスクジョッキー。

## 来歴
1945年神奈川県川崎市生まれ。子供の頃は野球少年で、川崎市立日吉中学校時代でも野球部だったが、法政大学第二高校時代は最初、卓球部でキャプテンだった。しかし、高校2年生の時に心臓神経症と診断されて激しい運動を禁止されたことから卓球部を退部、放送部に転じた。高校時代にラジオ関東の番組『グランドヒットパレード』を見学し、DJよりもむしろディレクターになりたいと思い、十代の頃から在京ラジオ局で選曲アルバイトやADとして放送音楽に携わる。
高校卒業後は日本電信電話公社に勤めた。電電公社在職中も知人から音楽の週刊誌発行に誘われ、雑誌『ターンテーブル』の発刊に係わった。ラジオ・音楽業界への憧れが収まらず父に相談すると、「25歳までに音楽の仕事に就くこと。それで目途が付かず駄目だったらお堅い仕事に戻ること」の条件で転職を許され、電電公社を退職する、TBSのADを2年ほど務めた後、ラジオ番組の構成・制作に進出し、ラジオ関西の『ポップス・リポート』で初めて制作に携わった。担当する番組の聴取率が一番人気となったこともあり、同局で約1年6か月務めた時点でTBSから依頼されて『フレッシュダイヤル』『ホリデイ・イン・ポップス』（若山弦蔵とともに担当）などの番組演出を務める。
1960年代後半から『パックインミュージック』（TBSラジオ、1969年 - 1970年、若山弦蔵とともに担当）、『TBSラジオ ポップス・ホット・テン』（1971年 - 1973年）、『ラジオ関西 電話リクエスト』などの深夜番組、音楽番組のDJを数多く担当する。
『オールジャパン・ポップ20』を引き継ぎ1985年にスタートした『全国ポピュラーベストテン』のパーソナリティを番組終了の2006年まで担当した。
2011年6月5日、胃癌による急性心臓病のため死去。65歳没。死の前日の6月4日に出演したTOKYOFM『デイブレイク』が最後のラジオ出演となった。

## エピソード
八木のイントロに被せる形での軽妙な曲紹介は、ラジオの音楽番組、深夜放送全盛期にあって多くの支持を受けた。『桃太郎伝説』シリーズの生みの親で当時は中学生であったさくまあきらは、「八木の影響で洋楽ファン、ビーチボーイズファンになった」と公言している。
ソウル・ミュージックからキンクス、グラス・ルーツまで幅広く嗜好し、糸居五郎、小林克也、湯川れい子らに並ぶ日本のディスク・ジョッキーの代表格であった。2009年2月に小学館から『洋楽ヒットチャート大事典』を上梓した。

## おもな出演番組
- パックインミュージック（TBSラジオ）[1]
- TBSラジオ ポップス・ホット・テン（TBSラジオ）
- プラチナ ホリディ・イン・ポップス（TBSラジオ）[1]
- ポップスグリーンドライブ（TBSラジオ）
- ライド・オン（TBSラジオ）
- ゴールデン・ワイド（TBSラジオ）※ナイターオフ番組
  - ザ・ディスク　・1974年10月 - 1975年3月、毎週火曜日
  - 世界のスーパースター　・1975年10月 - 1976年3月、毎週火曜日
- オールド・ヒット・オン・サンデー →ISETAN ヒット・オン・サンデー（TBSラジオ）・1975年10月 - 1978年9月
- あなたが選ぶ TBSポップアイドルベストテン（TBSラジオ）・1977年10月 - 1978年3月　※ナイターオフ番組
- TOKYOロッキン・タイム（TBSラジオ）・1978年10月 - 1979年3月　※近田春夫と担当
- サウンズ・ウィズ・コーク（TBSラジオ） ・1979年4月 - 1981年3月
- サウンド・ストームDjango（TBSラジオ）
- 青春大通り（1979年 - 1980年、文化放送）月曜パーソナリティ
- 土曜の夜だぜ! スーパーソニック（文化放送）
- オールジャパン・ポップ20（火曜会・文化放送）・1980年10月 - 1985年3月。1980年から1984年3月までは番組内のチャート解説コーナーを担当、1984年4月より番組全編の進行を担当。
- ALL JAPAN TOP20（火曜会、文化放送制作受託）・1986年1月 - 1986年3月[5]
- 全国ポピュラーベストテン（火曜会・文化放送）[1]・1986年4月 - 2006年3月
- ロックンロール・リクエスト（ニッポン放送）[1]
- 全日本ポップス120（ラジオ関東）
- 土曜の朝はフライディナイト（RFラジオ日本）[1]
- ラジオ関西 電話リクエスト（ラジオ関西）
- CRミュージックスペース558（ラジオ関西）
- 弘枝のあなたとペパーミント（ラジオ関西）
- つかしん・ミュージック・ウェイブ（ラジオ関西）[1]
- ガッツサウンド（FM東京）

## 著書
- モンキーズグラフィティ(1981年・立風書房)　ISBN 978-4-651-15018-5
- 洋楽ヒットチャート大事典（2009年・小学館） ISBN 978-4093878111